# Leuven in Scène
Leuven in Scène was een driedaags en hedendaags openluchttheaterfestival in de Belgische stad Leuven. Het vond tweejaarlijks in Leuven plaats tijdens het pinksterweekend en is gratis. 
Leuven in Scène onderscheidt zich van het doorsnee straattheaterfestival doordat er resoluut gekozen wordt voor grote acts en installaties die je normaal gezien niet zomaar in een binnenstad te zien krijgt. Ze worden dan ook in overleg met de artiesten op maat van Leuven gesneden en zijn daarom uniek. Grondslag van het festival is een aantal opvallende en grootschalige voorstellingen van topniveau. Kleinere acts dienen als bindmiddel en sfeermaker.

## Leuven in Scène 2003
De eerste aflevering van Leuven in Scène vond plaats in juni 2003. De waardering van het publiek was onmiddellijk en zeer groot. Zo’n 100.000 toeschouwers namen eraan deel.
Leuven in Scène 2003 schaarde zich in zijn eerste jaargang meteen bij de belangrijkste Leuvense evenementen. Nationaal behoort het dadelijk tot de grootste en sterkste organisaties in zijn soort. 
De hoogtepunten toen waren:
- Flight van Bambuco, een bamboeconstructie van 23 meter hoog op de Oude Markt waarvan de opbouw alleen al opvallend spectaculair was en het publiek boeide en nieuwsgierig maakte;
- Leuven uitgelicht van Carabosse, een productie waarbij getoverd werd met vuurpotten in alle vormen en maten: vuurluchters, guirlandes, toortsen, ...;
- One Day 49 van Cie Serge Noyelle Styx Théâtre, een vernieuwend locatieproject die maakte een diepe indruk op de bezoekers door het verstrengeling van beelden, dramatiek en omgeving tot een hallucinant geheel en nam de toeschouwers mee naar een eigen en bijna surrealistisch universum;
- Les trottoirs de Jo’Burg van Compagnie Oposito, een parade met woeste dansers, giraffen, krokodillen en tromgeroffel: een eerbetoon aan de bevolking van Afrika.

## Leuven in Scène 2006
Het festival heeft in 2006 een thematische lijn. Niet dwingend, maar wel voelbaar. Het kernwoord is 'lichtheid' in alle mogelijke betekenissen van het woord – letterlijk én figuurlijk: door de lucht bewegen, spelen met zwaartekracht, de grens opzoeken tussen realiteit en illusie, ... . Alles wat niet echt tastbaar is of niet met de voeten op de grond staat, komt in aanmerking.
De hoogpunten zijn:
- Chromolithe: Stadhuis In Kleur van Patrice Warrener, het beroemdste gebouw van Leuven in veelkleurig licht verpakt zoals het nooit te zien was en wellicht nooit meer te zien zal zijn;
- Mobile Homme van Transe Express, een menselijke muziekdoos met 7 tamboers en een trapezeartieste 40 meter boven de Leuvense daken uit;
- Maudits Sonnants van Transe Express, een feeëriek verlichte reuzenbeiaard bengelt aan een hoge kraan;
- Le Monde à l’Envers van Les Passagers, luchtacrobaten die hun kunsten vertonen op een 14 meter hoog rechtopstaand podium;
- Lichtspuren van Theater Anu, het stadspark verandert in een magische sprookjestuin;
- Requiem van Prodduciones Imperdibles, een multidisciplinaire theater-, dans- en videoperformance met live projectie op de dansers en de dansvloer.